# 石巻康敬
石巻 康敬（いしまき やすまさ、天文3年（1534年） - 慶長18年10月1日（1613年11月12日））は、戦国時代から江戸時代初期にかけての武将。名は
「やすたか」とも。後北条氏の家臣。通称は彦六郎。左馬允、下野守。父は石巻家貞。兄に板部岡康雄（板部岡江雪斎の養父）、康保、弟に天用院。

## 生涯
北条氏の御馬廻衆で奉行人・評定衆なども務めた。元亀元年（1570年）には奏者として、対武田氏との戦いに備えて足柄城守備についた北条綱成の下へ派遣されており、駿河国方面の築城材料・兵糧・船などを徴発する管理者で、後に自らも足柄城へ詰めている（北条氏政文書）。元亀3年（1572年）に上野国の国人、由良国繁と北条氏が同盟した際の血判状に名が残り、由良氏との同盟交渉にも関与していたと推測されている。
天正7年（1579年）頃に兄・康保が死去したと思われ、その頃に家督を継いだとみられる。
天正10年（1582年）、本能寺の変後、武田氏の遺領を巡って北条氏と徳川氏が敵対（天正壬午の乱）すると、北条氏政は上野国・館林城方面へ敵が来たら報告するようにと康敬に書状を出しているので、長尾顕長と共に館林城を守備していたと推測される。
天正17年（1589年）、名胡桃事件の弁明のために使者として上洛するが、弁明は聞き入れられなかった。その帰路で康敬は捕らえられて駿河三枚橋城に抑留されてしまう。北条氏滅亡後は身柄を徳川家康に預けられて相模国鎌倉郡中田村（横浜市泉区）に蟄居したが、後に本多正信の推挙で徳川家康に仕え、111石を知行された。
慶長18年（1613年）10月1日に没し、康敬が開基となった中田寺に葬られた。なお、康敬の墓（横浜市泉区中田東4-56-19所在）は現在横浜市登録地域文化財となっている。